# Coelops
Coelops es un género de murciélagos microquirópteros de la familia Hipposideridae.

## Especies
Se reconocen las siguientes especies:
- Coelops frithii
- Coelops robinsoni